# جورج انسون
جورج انسون (انگلیسی: George Anson؛ ۱۷۶۹ – ۴ نوامبر ۱۸۴۹) فرد نظامی اهل پادشاهی متحد بریتانیای کبیر و ایرلند بود. وی همچنین برندهٔ جوایزی همچون نشان حمام شده‌است.